# Clostera reducta
Clostera reducta är en fjärilsart som beskrevs av Hörhammer. 1934. Clostera reducta ingår i släktet Clostera och familjen tandspinnare. Inga underarter finns listade i Catalogue of Life.